# Zara Dolujánova
Zara Aleksándrovna Dolujánova (en armenio: Զարուհի Դոլուխանյան; Moscú, Unión Soviética, 15 de marzo de 1918 - Moscú, Rusia, 4 de diciembre de 2007) fue una mezzo-soprano rusa.
Su fama creció al interpretar óperas que se transmitían en la radio y obras de concierto del repertorio de los años cuarenta a los sesenta.
 A pesar de que fue considerada una de las cantantes de ópera más famosas de la Unión Soviética, Dolujánova hizo solo un número relativamente pequeño de actuaciones en un escenario y su fama principalmente se basó en su trabajo radiofónico e interpretaciones en salas de conciertos.
La voz de Dolujánova fue de tesitura mezzo-soprano coloratura, dotada de una claridad única y un rango inusual. Destacó por sus interpretaciones singulares de las óperas de Gioachino Rossini, particularmente el papel de Isabella en L'italiana en Algeri y Angelina en La Cenerentola. También interpretó en una amplia variedad de obras, desde repertorio de conciertos que incluyó a los grandes maestros rusos, así como muchas otras obras de Handel, Haydn, Mozart y Meyerbeer. En 1966, le fue otorgado el Premio Lenin.

## Biografía
Nació con el nombre de Zara Makaryan, en Moscú, siendo hija de padres armenios de origen kurdo. Su madre, Elena Makaryan, fue también una cantante profesional, y su padre, Aghasi Makaryan, fue un flautista, clarinetista y trompetista. Makaryan estudió primero el piano, luego el violín, pero finalmente decidió a los 16 que quería estudiar canto. Estudió en la Escuela Estatal de Música Gnessin
en Moscú con V. Belyayeva-Tarassevitch.  Hizo su debut operístico en 1938 con la Ópera de Ereván con el papel de Siebel en el Fausto de Gounod. Permaneció como miembro de esa misma compañía en los siguientes años, interpretando principalmente papeles menores.
Poco después de dejar la Ópera de Ereván, Dolujánova se casó con el compositor Aleksandr Dolujanian, y a partir de ese momento comenzó a usar el apellido de su esposo en su nombre artístico. Continuó actuando en casas de ópera menores en Armenia hasta que ella y su marido se mudaron a Moscú en 1944, cuándo fue nombrada como solista con la Orquesta Sinfónica Chaikovski de la Radio de Moscú. Cantó a menudo con la orquesta sobre el próximo dos décadas. En 1959 se convirtió en la solista principal de la Orquesta Filarmónica de Moscú actuando con ella frecuentemente durante los años 60. Después 1963,  empezó a interpretar como soprano, incluyendo los papeles principales en las óperas Norma, Aida, y Tosca. Su actuación fue destacable en los estrenos en la Unión Soviética de Suor Angelica y las Cuatro Últimas Canciones de Strauss así como el estreno del ciclo de canciones De la poesía judía popular en 1955 de Shostakovich.
Fuera de Rusia, Dolujánova mantuvo una agenda inusual y activa comparada con otras cantantes de ópera de la era soviética. Hizo su debut en Estados Unidos en la Carnegie Hall de Nueva York en 1959 y también visitó el Reino Unido, países de Escandinavia, Japón, Nueva Zelanda, y Latinoamérica durante su carrera.
En 1970, Dolujánova se retiró y se integró como profesora de canto en la Escuela Estatal de Música Gnessin, donde dio clases por más de veinticinco años. Entre sus alumnos estuvo la mezzo-soprano Olga Borodina.
Murió en Moscú en 2007.

## Grabaciones
- Rossini:  L'italiana en Algeri:  Zara Dolukhanova, Un. Nikitin, Vladimir Zakharov, Georgi Abramov, Anatoly Tikhonov, Orquesta Filarmónica de Moscú, Coro de la Radio de Moscú, director: Samuíl Samosúd. Gala Records 1951.
- Rossini:  Zolushka – La cenerentola:  Zara Dolukhanova, Anatoly Orfenov, Vladimir Zakharov, Genady Troitsky, Orquesta de la Radio de Moscú, Coro de la Radio de Moscú, director: Onissim Bron.  1950.

## Premios y reconocimientos
- Orden al Mérito por la Patria
- Medalla Conmemorativa por el Centenario del Natalicio de Lenin
- Medalla al Trabajador Veterano
- Medalla Conmemorativa del 50.º Aniversario de la Victoria en la Gran Guerra Patria de 1941-1945
- Medalla por el Desarrollo de las Tierras Vírgenes
- Medalla Conmemorativa del 850.º Aniversario de Moscú
- Premio Lenin
- Premio Estatal de la Unión Soviética
- Artista del Pueblo de la Unión Soviética
- Medalla de la Gloria Minera